# Retrat del papa Juli II
Retrat del papa Juli II és una pintura a l'oli datada de 1511-12 del pintor italià de l'Alt Renaixement Rafael. El retrat del papa Juli II era poc usual per l'època i tingué una llarga influència en els retrats posteriors del papat. Pràcticament des que fou pintat estigué penjat a les columnes de l'església de Santa Maria del Popolo, a la ruta principal d'entrada a Roma des del nord, en dies festius i de celebració religiosa. Giorgio Vasari en digué que «era tan vívida i real que atemoria tot aquell qui el veia, com si fos el mateix home viu».
La pintura existeix en moltes versions i còpies i, durant molts anys, es cregué que una versió que actualment es pot veure a la Galeria dels Uffizi de Florència era l'original; el 1970, però, l'opinió canvià, i actualment es creu que la versió original és la que es troba a la National Gallery de Londres.